# Felice Giani
Felice Giani (San Sebastiano Curone, 15 dicembre 1758 – Roma, 11 gennaio 1823) è stato un pittore, decoratore di interni italiano, uno dei massimi esponenti del neoclassicismo.

## Biografia
Studiò dapprima a Pavia, sotto la guida di Carlo Antonio Bianchi e di Antonio Galli da Bibbiena, proseguendo poi gli studi a Bologna con Domenico Pedrini e Ubaldo Gandolfi. Trasferitosi a Roma, nel 1780, grazie alla protezione del principe Doria Pamphili si legò con vari artisti, tra cui Cristoforo Unterperger, Giuseppe Cades, Domenico Corvi e Angelica Kauffmann, l'architetto Giovanni Antonio Antolini e Andrea Vici. In questi anni Giani ottenne i primi successi: partecipò alla prestigiosa decorazione di Palazzo Altieri e del Palazzo Antonelli noto come le 100 finestre, residenza di campagna sulle colline di Senigallia, del cardinale Leonardo Antonelli, il Papa Rosso, dove qui decorò le sale e le stupende porte del piano nobile, riproponendo in maniera mirabile gli straordinari temi della "Domus Aurea". Fu ingaggiato da Cristoforo Unterperger insieme ad un'équipe di artisti per riprodurre gli ornati delle Logge di Raffaello in Vaticano, su encausti che poi furono inviati a Caterina II di Russia che le rimontò in un ambiente dell'Ermitage.
Nel 1784 Giani si mise in luce vincendo il secondo premio ad un concorso di disegno dell'Accademia di Parma, città che in quegli anni era artisticamente all'avanguardia come centro propulsore del nascente Neoclassicismo. Allo stesso concorso aveva partecipato anche un altro futuro artista "irregolare", il giovanissimo Francisco Goya.
Nel 1786 si trasferì a Faenza per decorare la Galleria del Palazzo Conti-Sinibaldi e la Galleria dei Cento Pacifici (con l'aiuto del Barozzi). L'anno successivo fu nominato membro accademico d'onore dell'Accademia Clementina di Bologna. Dopo un nuovo periodo romano (1788-1794), Giani completò la sua formazione con un viaggio a Napoli, Ercolano e Pompei, per poi fare ritorno a Faenza dove lavorò alla Galleria di Palazzo Laderchi. Nel 1799 ebbe delle commissioni a Jesi, dove decorò l'attuale ufficio del sindaco, il teatro e almeno altri quattro palazzi.
Nel 1802 è la volta di Palazzo Milzetti, sempre a Faenza, forse il suo capolavoro. Nel 1803 fu chiamato a Parigi per decorare i Gabinetti Napoleonici alla Malmaison. Una sua presenza al distrutto palazzo delle Tuileries, sebbene tradizionalmente ripetuta, non è per nulla certa.

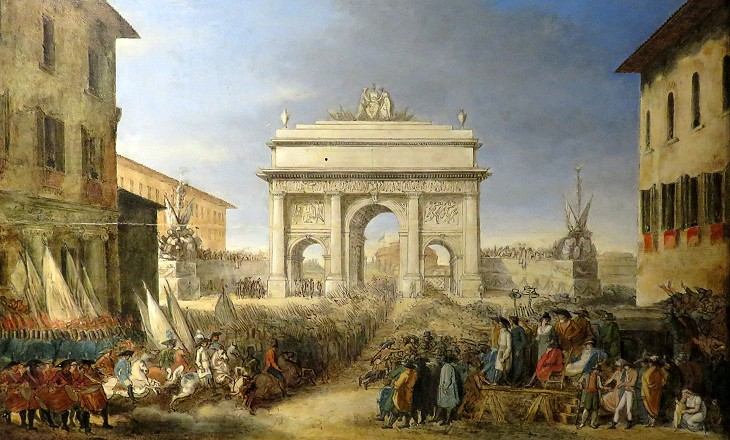
Arco effimero eretto a piazza di Ponte, per celebrare la Repubblica Romana a marzo 1798

Negli anni seguenti realizzò commissioni a Bologna, Roma, nel nuovo palazzo imperiale di Venezia, a Ferrara, a Ravenna e a Forlì, dove si segnalano, in particolare, gli affreschi di palazzo Gaddi, del Palazzo Talenti Framonti e del Palazzo Comunale, attualmente visibili negli uffici del sindaco. Gli è anche attribuita una Deposizione, attualmente nella Pinacoteca civica di Forlì. A Cesena realizzò il ciclo decorativo di Palazzo Sirotti Gaudenzi, completamente conservato e composto da varie tempere, tra cui La partenza di Attilio Regolo e Edipo davanti alla grotta delle Eumenidi.
Nel 1811 fu nominato accademico di merito dell'Accademia di San Luca di Roma. Decorò in questi anni anche l'appartamento napoleonico al Quirinale e lavorò al teatro di Imola, e ancora a Faenza, nei palazzi Morri e Cavina e Palazzo Pasolini. Nel 1819 fu nominato membro della Congregazione dei Virtuosi al Pantheon. Morì per le conseguenze di una caduta da cavallo al ritorno da un viaggio a Bologna e fu sepolto a Roma, in Sant'Andrea delle Fratte.
Interessante e romanzesca la storia del ritrovamento del prezioso taccuino di lavoro manoscritto dal Giani che permise ai più autorevoli critici d’arte della seconda metà del secolo scorso di approfondire gli studi sul pittore riscoprendolo come figura chiave dell'età neoclassica e consentì di fugare i dubbi sulla ipotizzata origine faentina o monferrina dell'artista determinando con certezza in San Sebastiano Curone (paese in provincia di Alessandria ai piedi dell'appennino che confina con le province di Pavia, Piacenza e Genova) la sua amata terra natia.
Vero personaggio "irregolare" nel panorama artistico del neoclassico, Giani conduceva una vita girovaga e bohemién e lavorava con un'organizzata bottega che comprendeva ornatisti, stuccatori e mobilieri. Tra i suoi principali collaboratori troviamo i plasticatori Antonio Trentanove, i fratelli Giovan Battista e Francesco Ballanti Graziani e Gaetano Bertolani.
Va ricordato il suo particolarissimo metodo d'insegnamento, in cui il disegno aveva largo spazio, che lasciava largo spazio all'improvvisazione su un tema da lui assegnato. Le riunioni tra lui e i suoi allievi avevano il suggestivo nome di Accademia dei Pensieri. Spesso queste competizioni davano esito ad una serie di disegni assai suggestivi e talvolta beffardi e irriverenti, come quello con Dante e Beatrice che assistono ad un baccanale, oggi in una collezione privata di Bologna. Nella mostra della Biblioteca Hertziana visibile online, Memories of Rome - Drawings as Souvenirs from around 1800, tra i disegni di Felice Giani come l'Autoritratto del 22 dicembre 1804 è possibile ammirare riprodotta in alta definizione Una Cena pittorica del 1784, opera realizzata a penna e acquarello di cm 42,5 × 70,4, patrimonio della Galleria Morava di Brno. Sul disegno vi è apposta una scritta che documenta il tempo e lo spazio, una mezzanotte del 1784 documentata da una cena di pittori in un'Osteria, e l'occasione, l'arrivo del pittore Michele Köck (1760 - 1825) a Roma.
Artista fondamentale del primo neoclassicismo italiano, Giani non si discostò mai da uno stile bizzarro e personalissimo, infarcito di omaggi non solo all'antico (non quello algido e purificato di Johann Joachim Winckelmann, ma quello colorato e "dionisiaco" di Ercolano e Pompei) ma anche a Michelangelo e alla pittura del manierismo, in particolare alla versione immaginifica e ironica di Giulio Romano e degli affreschi bolognesi di Pellegrino Tibaldi. Non vanno dimenticati, tra i suoi ideali maestri, anche Raffaello (in particolare quello delle Logge e dell'appartamento del Cardinal Bibbiena in Vaticano) e Polidoro da Caravaggio. Tra le sue fonti stilistiche compare sorprendentemente anche la pittura del XVII secolo, in particolare quella di Annibale Carracci e Pietro da Cortona. Alcune analogie, sebbene in un contesto profondamente diverso, lo accomunano ad alcuni grandissimi della pittura del XIX secolo, come Delacroix, Johann Heinrich Füssli, Goya.

### Decorazioni d'interni

Le Storie di Apollo sulla volta del Teatro Pergolesi di Jesi.

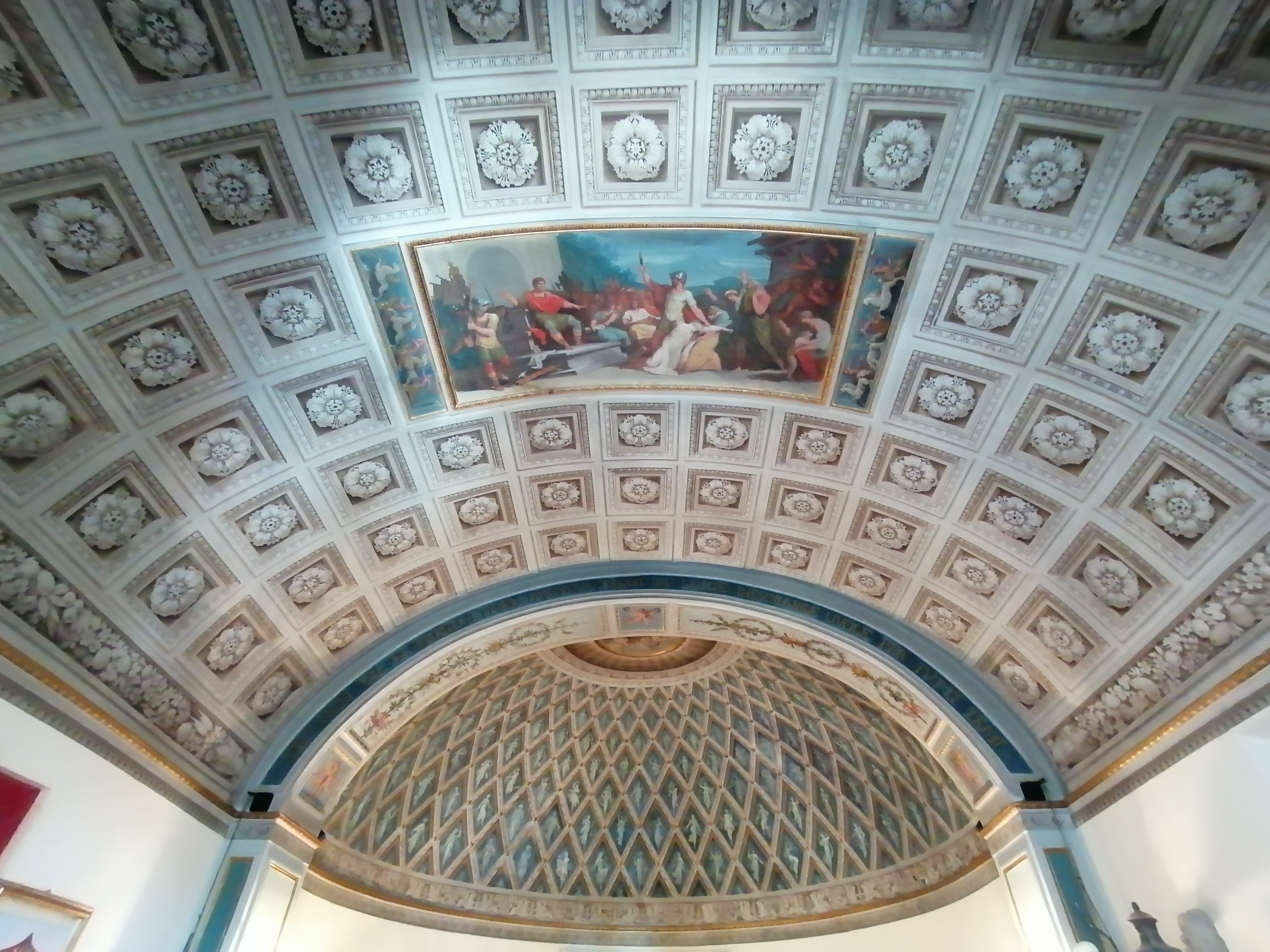
La volta della Sala del Sindaco nel Palazzo Comunale di Jesi.

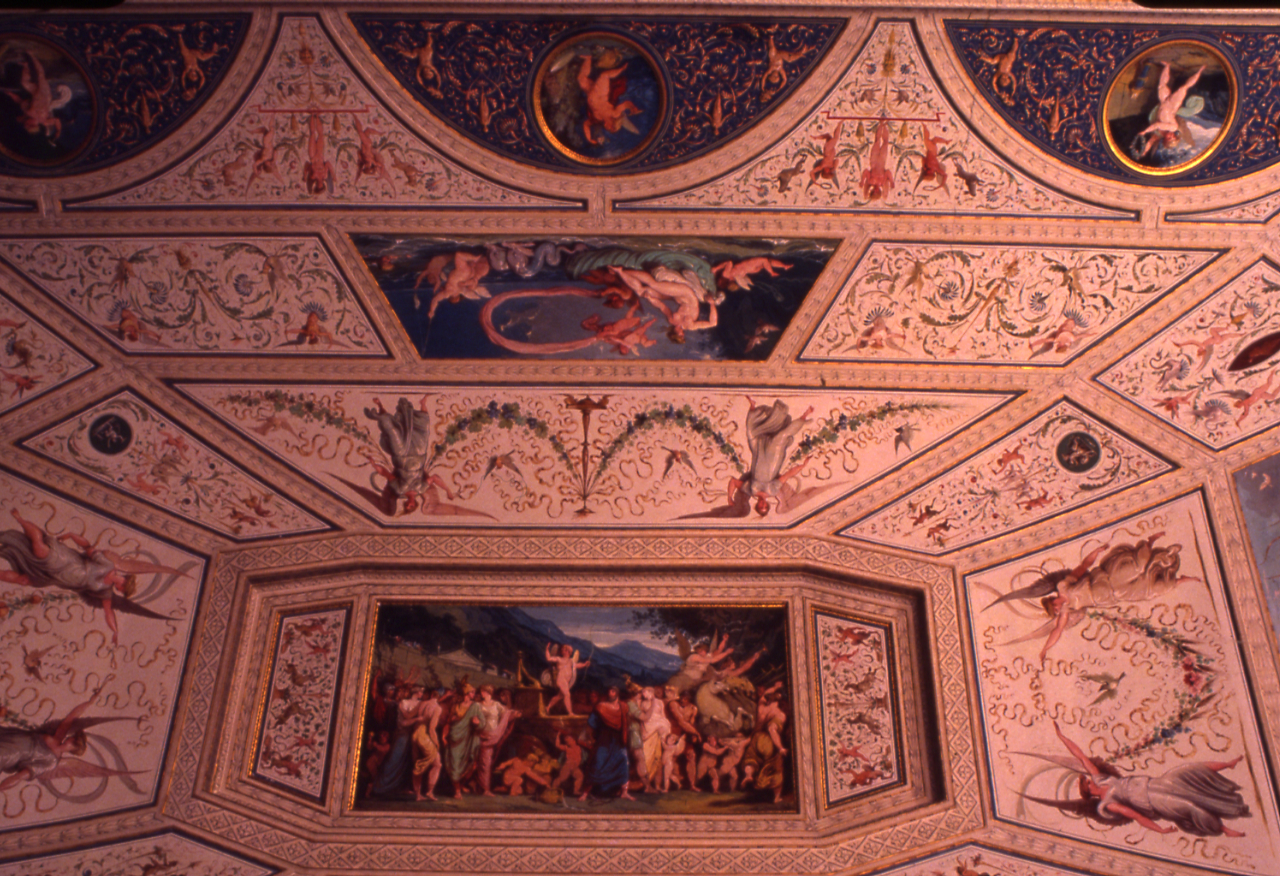
Volta di Palazzo Milzetti a Faenza.

- Sala dei Trionfi, Palazzo Altieri, 1780 circa, Roma
- Palazzo Antonelli Castracani Augusti, 1780 circa, dintorni di Senigallia
- Copia dei decori di Raffaello delle Logge Vaticane (partecipazione), 1780 circa, Ermitage, San Pietroburgo
- Palazzo Conestabile della Staffa, Perugia
- Galleria di Palazzo Conti-Sinibaldi, 1786, Faenza
- Galleria dei Cento Pacifici, 1786, fra Palazzo Manfredi e il Teatro Masini, Faenza
- Chiesa di Villa Borghese, 1791-93[3][4], Roma
- Storie di Apollo sulla volta della sala del Teatro Pergolesi[5], entro il 1798, Jesi;
- Sala del Sindaco nel Palazzo Comunale, fine XVIII secolo[6], Jesi
- Palazzo Franciolini, Jesi
- Villa e Bosco Morsiani, Bagnara di Romagna
- Galleria di Palazzo Laderchi, 1794, Faenza
- Volta di Palazzo Milzetti (forse il suo capolavoro), 1802, Faenza
- Gabinetti napoleonici, 1803, Castello di Malmaison
- Palazzo Gaddi, Forlì
- Palazzo Talenti-Framonti, Forlì
- Palazzo Guarini, Forlì
- Palazzo Merlini, Forlì
- Palazzo Morattini, Forlì
- Palazzo Manzoni, Forlì
- Palazzo Comunale (uffici del sindaco), Forlì
- Palazzo Sirotti Gaudenzi, Cesena
- Teatro comunale Ebe Stignani, 1810, Imola
- Appartamento napoleonico, 1811, Palazzo del Quirinale, Roma
- Palazzo Gessi, 1813, Faenza
- Palazzo Ranuzzi, Bologna
- Villa Aldini, 1815 circa, Bologna
- Palazzo Morri, 1816, Faenza
- Palazzo Cavina, 1816, Faenza
- Palazzo Pasolini, 1818, Faenza
- Palazzo Braghini - Rossetti, Ferrara.[7]
- Palazzo Montecuccoli Laderchi, Modena. Amore e Psiche.

### Dipinti
- Stendardo devozionale con la Beata Vergine di Loreto e i Santi Rocco e Francesco di Paola, 1786 circa, Museo diocesano, Faenza;
- La Madonna con il Bambino e San Bernardo, Museo diocesano, Tortona;
- San Petronio, olio su tela, Chiesa di San Petronio, Castel Bolognese;
- Altare patrio in piazza San Pietro per la Festa della Federazione, 1798, Museo di Roma a palazzo Braschi[8], Roma;
- Arco effimero eretto a piazza di Ponte, per celebrare la Repubblica Romana a marzo 1798, Museo di Roma a palazzo Braschi, Roma;
- Deposizione, Pinacoteca civica di Forlì;
- Numa Pompilio riceve dalla ninfa Egeria le leggi di Roma, olio su tela, 1806, Palazzo dell'Ambasciata di Spagna, Roma

### Disegni
- Felice Giani, Album di viaggio da Faenza a Marradi, 1794, Forlì, Biblioteca comunale Aurelio Saffi, Archivio Piancastelli, n° 207[9]